# 丹後發現號列車

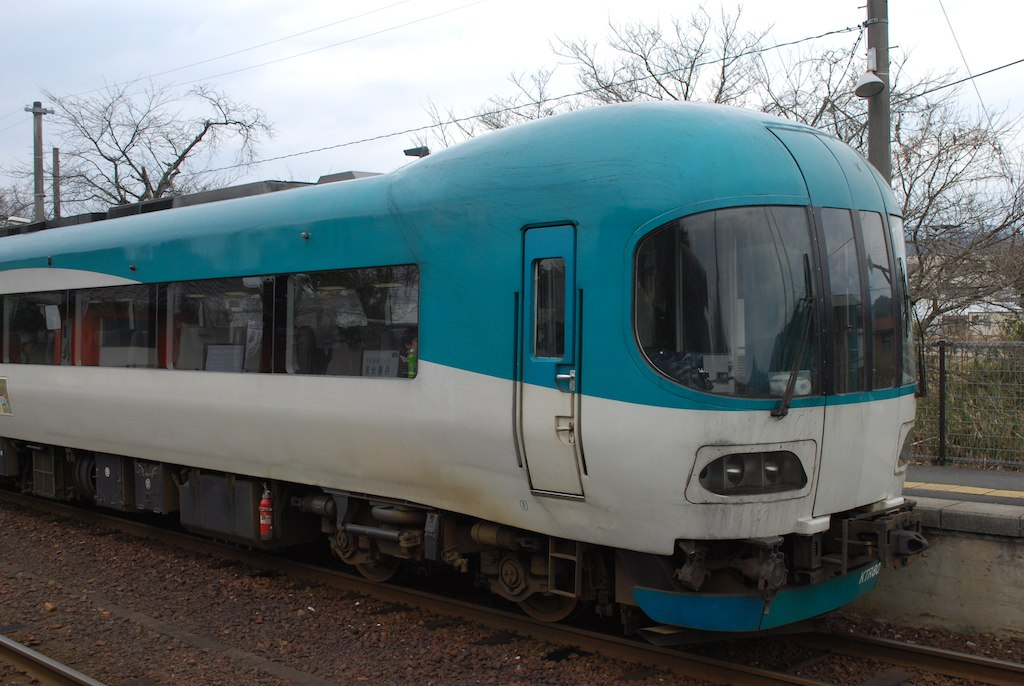
在丹後大宮站停靠的KTR8000型特急列車「丹後發現號」(2011年3月)

丹後發現號（タンゴディスカバリー，Tango Discovery）是一列由日本第三部門鐵路公司北近畿丹後鐵道所擁有，並與西日本旅客鐵道（JR西日本）一同聯營的特別急行列車，亦是北近畿丹後鐵道KTR8000型柴聯車的暱稱。列車名稱中的「丹後」是指列車所服務的京都府北部地區在令制國時代的舊名，丹後國。
丹後發現號是北近畿丹後鐵道與西日本旅客鐵道聯合經營、服務範圍涵蓋京都、大阪與丹後等地區的特急列車路網——北近畿大X網路（北近畿ビッグXネットワーク）的成員列車之一。

## 現行系統
總體的運轉系統是由西日本旅客鐵道京都站（JR西日本）經由山陰本線、舞鶴線的東舞鶴站和宮福線・宮津線豐岡的直通運轉系統，於天橋立站連絡特急「橋立」和「文殊」。丹後發現號全部由KTR8000形柴油車擔任。
在京都直通系統上，為2往復運轉，其中1號、2號、4號京都～豐岡間的列車和京都～東舞鶴站間的列車在綾部站會分割併合。又1號由久美濱至豐岡間、2號由豐岡至久美濱間皆是快速列車，3號只行駛京都～福知山、東舞鶴間而不經由北近畿丹後鐵道線。
豐岡發著在宮津站、和東舞鶴發著在綾部會變更進行方向。
營業上最高速度為80km/h。京都～綾部、福知山間和電車特急「城崎」、「丹波」、「舞鶴」相比所要時間較多。

### 運行概要
北近畿丹後鐵道線內的系統為天橋立～豐岡間設定為2往復。
在京都直通系統運行開始以前，以2編成運用，主要接駁搭乘「橋立」、「文殊」特急列車的旅客。除了聯絡綾部與京都方面的特急外，也行駛綾部～天橋立、久美濱間（綾部～西舞鶴間快速），擔任非電化區間舞鶴線的特急連絡，現在只有運用1編成。
在設定為2往復後，西舞鶴～天橋立間變更列車編號，普通列車（64號和72號為星期六和假日運行的「丹後悠遊號」）。以下為連絡的特急列車：
63號···天橋立連絡「橋立3號」
67號···天橋立連絡「橋立7號」
64號···※無連絡的特急。
72號···天橋立連絡「文殊2號」

## 使用車輛與編組
- 採用北近畿丹後鐵道KTR8000型柴聯車（日语：北近畿タンゴ鉄道KTR8000形気動車），全車輛為普通車。

記號說明自＝自由座位、指＝對號座位
| ←東舞鶴、豐岡 |       |
| 1 自×         | 2 指× |

| 京都→ |       |
| 5 指× | 6 自× |

- 1・2號車為豐岡、福知山←→京都
- 5・6號車為東舞鶴←→京都
- 綾部～東舞鶴間、宮津～豐岡為逆向
- 繁忙期在2號車與5號車間增結3、4號車。
- 1～4號只有1、2號車

## 運行區間與停車站
運行區間
- 京都站〜豐岡站／東舞鶴站間：下行1本・上行2本
- 京都站〜福知山站／東舞鶴站間：下行1本
- 天橋立站〜豐岡站間：2往復

停車站
京都站 - 二条站 -　龜岡站 -　園部站 -　綾部站 - 福知山站 - 大江站 - 宮津站 - 天橋立站 - 野田川站 - 丹後大宮站 - 峰山站 - 網野站 - 木津溫泉站 -（丹後神野站）- 久美濱站 - 豐岡站
- （）内為以天橋立站發著的一部份列車停車。

以東舞鶴站發著編成在綾部站以後的停車站。
綾部站　-　西舞鶴站 - 東舞鶴站

## 外部連結
- （日語）丹後發現號（北近畿丹後鐵道）